# Pelophylax bergeri
Pelophylax bergeri е вид земноводно от семейство Водни жаби (Ranidae).

## Разпространение
Видът е разпространен в Италия и Франция.